# Mindent a szemnek
A Mindent a szemnek Zoltán Erika 5. stúdióalbuma, amit két éves kihagyás után jelentetett meg. Az utolsó olyan lemez, amelyen Pásztor László és Jakab György dalait énekelte az énekesnő.

## Az album dalai[1]
1. Mindent a szemnek (Jakab György-Lakatos Gábor-Hatvani Emese)
2. Álom és tánc (Walden-Wilson-Jackson-Baker-Cs. Nagy Andrea)
3. Vigyázz rám! (Pásztor László-Lakatos Gábor-Hatvani Emese)
4. Pop-hoppp (Pásztor László-Jakab György-Jávor Andrea)
5. De jó! (Pásztor László-Jakab György-Hatvani Emese)
6. Duett valaKIKIvel (Pásztor László-Jakab György-Hatvani Emese)
7. Cirkusz a szerelem (Pásztor László-Jakab György-Hatvani Emese)
8. Számíts rá, észhez térek! (Pásztor László-Jakab György-Hatvani Emese)
9. Szabad vagyok (Pásztor László-Jakab György-Hatvani Emese)

## Közreműködők
- Zoltán Erika – ének
- Kiki – ének (6)
- Auth Csilla, Tunyogi Bernadett, Ullmann Zsuzsa, Csepregi Gyula, Jakab György, Lakatos Gábor, Pásztor László